# Portogallo ai Giochi della XXIII Olimpiade
Il Portogallo ha partecipato alla XXIII Olimpiade tenutasi a Los Angeles nel 1984 con una delegazione di 38 atleti in 11 sport, raccogliendo 1 oro e 2 bronzi.
In questa edizione il Portogallo ha conquistato la sua prima medaglia d'oro con Carlos Lopes nella maratona. Il portabandiera è stato il judoka António Roquete Andrade. Il capo della missione è stato José Vicente de Moura.

## Medaglie

### Oro
- Carlos Lopes — maratona maschile

### Bronzo
- António Leitão — 5000m piani maschili
- Rosa Mota — maratona femminile

## Tutti i risultati

### Arco
Competizione maschile
- Rui Santos — 2324 pts (→ 51º)

| Distanza | 90m | 70m | 50m | 30m | Totale |
| -------- | --- | --- | --- | --- | ------ |
| Turno 1  | 248 | 287 | 304 | 334 | 1173   |
| Turno 2  | 240 | 290 | 291 | 330 | 1151   |
| Totale   | 488 | 577 | 595 | 664 | 2324   |

### Atletica leggera

#### Uomini
100m:
- Luís Barroso
  - Primo turno (batteria 8) — 10.76 (→ 4°, eliminato)

200m:
- Luís Barroso
  - Primo turno (batteria 7) — 22.03 (→ 6°, eliminato)

5000m:
- Ezequiel Canário
  - Primo turno (batteria 1) — 13:43.28 (→ 1°)
  - Semifinale (serie 2) — 13:32.64 (→ 9°, passa come terzo ripescato)
  - Finale — 13:26.50 (→ 9°)

- João Campos
  - Primo turno (batteria 3) — 13:46.27 (→ 5°)
  - Semifinale (serie 2) — 13:34.46 (→ 10°, eliminato)

- António Leitão
  - Primo turno (batteria 4) — 13:51.33 (→ 1°)
  - Semifinale (serie 1) — 13:39.76 (→ 2°)
  - Finale — 13:09.20 (→  Medaglia di bronzo)

10000m:
- Fernando Mamede
  - Primo turno (batteria 1) — 28:21.87 (→ 1°)
  - Finale — DNF

Maratona:
- Carlos Lopes — 2:09:21 OR (→  Medaglia d'oro)
- Cidálio Caetano — DNF
- Delfim Moreira — DNF

20 km Marcia:
- José Pinto — 1:30:57 (→ 25º)

50 km Marcia:
- José Pinto — 4:04:42 (→ 8º)

#### Donne
800m:
- Maria Machado
  - Primo turno (batteria 4) — 2:05.74 (→ 5°, eliminata)

3000m:
- Aurora Cunha
  - Primo turno (batteria 1) — 8:46.38 (→ 4°, ripescata con il secondo tempo)
  - Finale — 8:46.37 (→ 6°)

- Maria Machado
  - Primo turno (batteria 2) — 9:01.77 (→ 4°, eliminata)

- Rosa Mota
  - Primo turno (batteria 3) — DNF

Maratona:
- Maria Ferreira — 2:50:58 (→ 39º)
- Rita Borralho — 2:50:58 (→ 38º)
- Rosa Mota — 2:26:57 ( - Medaglia di bronzo)

### Ginnastica

#### Ritmica
Concorso generale individuale:
- Margarida Carmo — 54,575 pts (→ 18º)

| Cerchio                    | Palla                      | Clavette                   | Nastro                     | Risultati | Prelim. |
| -------------------------- | -------------------------- | -------------------------- | -------------------------- | --------- | ------- |
| 9,15                       | 9,15                       | 9,15                       | 9,00                       | 36,45     | 18,125  |
| Totale (results + prelim.) | Totale (results + prelim.) | Totale (results + prelim.) | Totale (results + prelim.) | 54,575    | 54,575  |
- Maria João Falcão — 35,90 pts (→ 22º)

| Cerchio | Palla  | Clavette | Nastro | Risultati |
| ------- | ------ | -------- | ------ | --------- |
| 9,05    | 9,00   | 9,20     | 8,65   | 35,90     |
| Totale  | Totale | Totale   | Totale | 35,90     |

### Judo
Uomini 60 kg:
- João Neves

Pool B
- Round 1 — Shinji Hosokawa  Giappone (→ perde per ippon)
- Ripescaggio — Luís Shinoara  Brasile (→ perde, eliminato)

Uomini 65 kg:
- Rui Rosa

Pool A
- Round 1 — Bye
- Round 2 — Stephen Gawthorpe  Regno Unito (→ perde per ippon, eliminato)

Uomini 71 kg:
- Hugo d'Assunção

Pool B
- Round 1 — Federico Vixcarra  Messico (→ perde per waza-ari, eliminato)

 Uomini 76 kg:
- António Roquete Andrade

Pool A
- Round 1 — Javier Condor  Costa Rica (→ vince per ippon)
- Round 2 — Abdoulaye Diallo  Guinea (→ vince per ippon)
- Round 3 — Suheyl Yesilnur  Turchia (→ perde per koka, eliminato)

### Nuoto
100 rana uomini:
- Alexandre Yokochi
  - Batterie (serie 4) — 1:07.80 (→ 5°, eliminato)

200 rana uomini:
- Alexandre Yokochi
  - Batterie (serie 2) — 2:19.76 (→ 2°)
  - Finale A — 2:20.69 (→ 7°)

100 farfalla uomini:
- João Santos
  - Batterie (serie 4) — 58.17 (→ 6°, eliminato)

200 farfalla uomini:
- João Santos
  - Batterie (serie 5) — 2:04.72 (→ 5°, eliminato)

### Pentathlon moderno
Individuale maschile:
- Luís Monteiro — 4332 pts (→ 43º)

| Evento | Cavallo | Scherma | Nuoto | Tiro | Corsa | Totale |
| ------ | ------- | ------- | ----- | ---- | ----- | ------ |
| Pts    | 1070    | 472     | 1016  | 868  | 906   | 4332   |
- Manuel Barroso — 4085 pts (→ 49º)

| Evento | Cavallo | Scherma | Nuoto | Tiro | Corsa | Totale |
| ------ | ------- | ------- | ----- | ---- | ----- | ------ |
| Pts    | 818     | 670     | 1200  | 348  | 1057  | 4085   |
- Roberto Durão — 4321 pts (→ 44º)

| Evento | Cavallo | Scherma | Nuoto | Tiro | Corsa | Totale |
| ------ | ------- | ------- | ----- | ---- | ----- | ------ |
| Pts    | 918     | 736     | 904   | 956  | 807   | 4321   |
Competizione maschile a squadre:
- Luís Monteiro, Manuel Barroso e Roberto Durão — 12738 pts (→ 16º)

| Evento | Cavallo | Scherma | Nuoto | Tiro | Corsa | Totale |
| ------ | ------- | ------- | ----- | ---- | ----- | ------ |
| Pts    | 2806    | 1878    | 3120  | 2164 | 2770  | 12738  |

### Scherma
Spada maschile individuale:
- João Marquilhas — 31º
  - Turno 1 (Gruppo C) — 5 incontri, 0 vittorie (→ 6°, eliminato)
    1. Jorg Stratmann  Germania (→ perde 5:4)
    2. John Zamo  Regno Unito (→ perde 5:3)
    3. Michael Lofton  Stati Uniti (→ perde 5:4)
    4. Ruiji Wang  Cina (→ perde 5:2)
    5. Jean François Lamour  Francia (→ perde 5:3)

### Sollevamento pesi
Uomini 52 kg:
- Raul Diniz

Gruppo B — 0,0 kg (→ non classificato)
| Event   | Attempt | Attempt | Attempt | Risultato |
| Event   | 1       | 2       | 3       | Risultato |
| ------- | ------- | ------- | ------- | --------- |
| Strappo | 82,5    | 87,5    | 87,5    | 82,5      |
| Slancio | 115,0   | 115,0   | 115,0   | 0,0       |
| Totale  | Totale  | Totale  | Totale  | 0,0       |
 Uomini 75 kg:
- Jorge Soares

Gruppo B — ritiro
Uomini 90 kg:
- Francisco Coelho

Gruppo B — 340,0 kg (→ 13°)
| Event   | Attempt | Attempt | Attempt | Result |
| Event   | 1       | 2       | 3       | Result |
| ------- | ------- | ------- | ------- | ------ |
| Strappo | 150,0   | 150,0   | 160,0   | 160,0  |
| Slancio | 190,0   | 190,0   | 195,0   | 190,0  |
| Totale  | Totale  | Totale  | Totale  | 340,0  |

### Tiro a segno
Pistola rapida 25m uomini:
- Francisco Neto — 586 centri (→ 20º)

| Tempo (secs) | Stage 1 | Stage 1 | Stage 1 | Stage 1   | Stage 2 | Stage 2 | Stage 2 | Stage 2   | Total |
| Tempo (secs) | 1       | 2       | 1+2     | Sum (1+2) | 1       | 2       | 1+2     | Sum (1+2) | Total |
| ------------ | ------- | ------- | ------- | --------- | ------- | ------- | ------- | --------- | ----- |
| 8            | 49      | 49      | 98      | 294       | 49      | 49      | 98      | 292       | 586   |
| 6            | 50      | 50      | 100     | 294       | 49      | 49      | 98      | 292       | 586   |
| 4            | 47      | 49      | 96      | 294       | 47      | 49      | 96      | 292       | 586   |
- José Pena — 571 centri (→ 42º)

| Tempo (secs) | Stage 1 | Stage 1 | Stage 1 | Stage 1   | Stage 2 | Stage 2 | Stage 2 | Stage 2   | Total |
| Tempo (secs) | 1       | 2       | 1+2     | Sum (1+2) | 1       | 2       | 1+2     | Sum (1+2) | Total |
| ------------ | ------- | ------- | ------- | --------- | ------- | ------- | ------- | --------- | ----- |
| 8            | 50      | 49      | 99      | 287       | 50      | 49      | 99      | 284       | 571   |
| 6            | 49      | 49      | 98      | 287       | 47      | 48      | 95      | 284       | 571   |
| 4            | 46      | 44      | 90      | 287       | 46      | 44      | 90      | 284       | 571   |
Pistola 50m uomini:
- José Pena — 533 centri (→ 39º)

| Turno  | 1  | 2  | 3  | 4  | 5  | 6  | Totale |
| ------ | -- | -- | -- | -- | -- | -- | ------ |
| Centri | 90 | 87 | 87 | 87 | 95 | 87 | 533    |
Trap maschile:
- José Faria — 179 centri (→ 28º)

| Turno  | 1  | 2  | 3  | 4  | 5  | 6  | 7  | 8  | Totale |
| ------ | -- | -- | -- | -- | -- | -- | -- | -- | ------ |
| Centri | 24 | 21 | 24 | 22 | 24 | 20 | 23 | 21 | 179    |
Pistola 25m donne:
- Maria Chitas — 572 centri (→ 15º)

| Turno  | 1  | 2  | 3  | 4  | 5  | 6  | Totale |
| ------ | -- | -- | -- | -- | -- | -- | ------ |
| Centri | 92 | 97 | 94 | 96 | 97 | 96 | 572    |

### Tuffi
Trampolino 3m femminile:
- Joana Figueiredo

Preliminare — 374,07 pts (→ 22°, eliminata)
| Tuffo | 1     | 2     | 3     | 4     | 5     | 6     | 7     | 8     | 9     | 10    | Totale |
| ----- | ----- | ----- | ----- | ----- | ----- | ----- | ----- | ----- | ----- | ----- | ------ |
| Coef. | 1.5   | 1.9   | 2.0   | 1.7   | 2.4   | 2.4   | 2.8   | 2.8   | 2.1   | 2.5   | Totale |
| Pts   | 32,40 | 35,34 | 40,80 | 35,15 | 43,92 | 46,80 | 24,36 | 27,72 | 41,58 | 48,00 | 374,07 |

### Vela
Star:
- António Correia e Henrique Anjos — 128 pts (→ 17º)

| Corsa | 1   | 2   | 3   | 4   | 5   | 6   | 7   | Totale | Netto |
| ----- | --- | --- | --- | --- | --- | --- | --- | ------ | ----- |
| Posto | 13º | 19º | 15º | 18º | 14º | 17º | 16º | Totale | Netto |
| Pts   | 19  | 25  | 21  | 24  | 20  | 23  | 22  | 153    | 128   |
Windglider:
- José Monteiro — 152 pts (→ 22º)

| Corsa | 1   | 2   | 3   | 4   | 5   | 6   | 7   | Totale | Net |
| ----- | --- | --- | --- | --- | --- | --- | --- | ------ | --- |
| Posto | 18º | 23º | 25º | 26º | 17º | 23º | 13º | Totale | Net |
| Pts   | 24  | 29  | 31  | 32  | 23  | 29  | 19  | 184    | 152 |